# Pferdeschwemme (Salzburg)

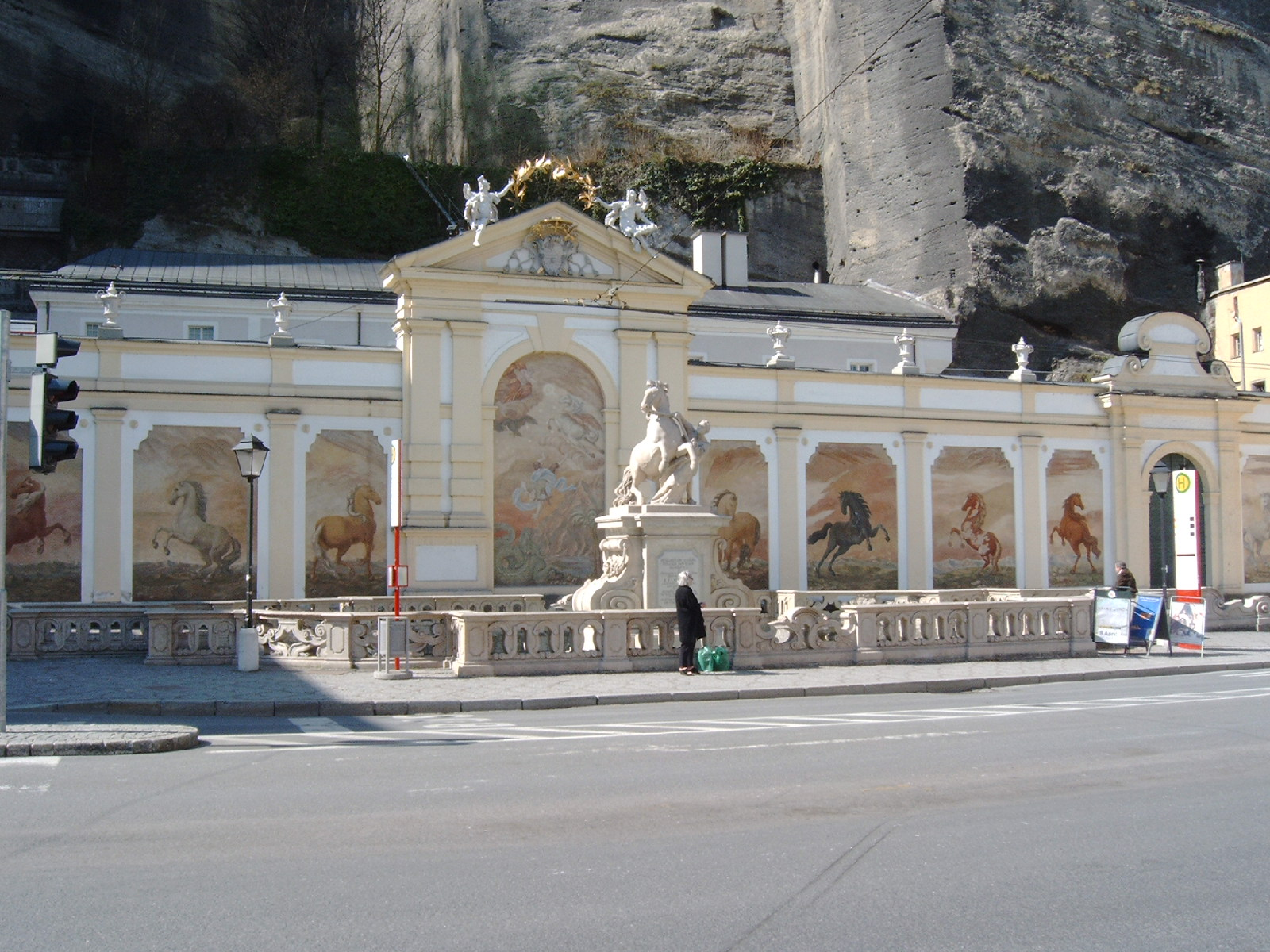
Pferdeschwemme in Salzburg

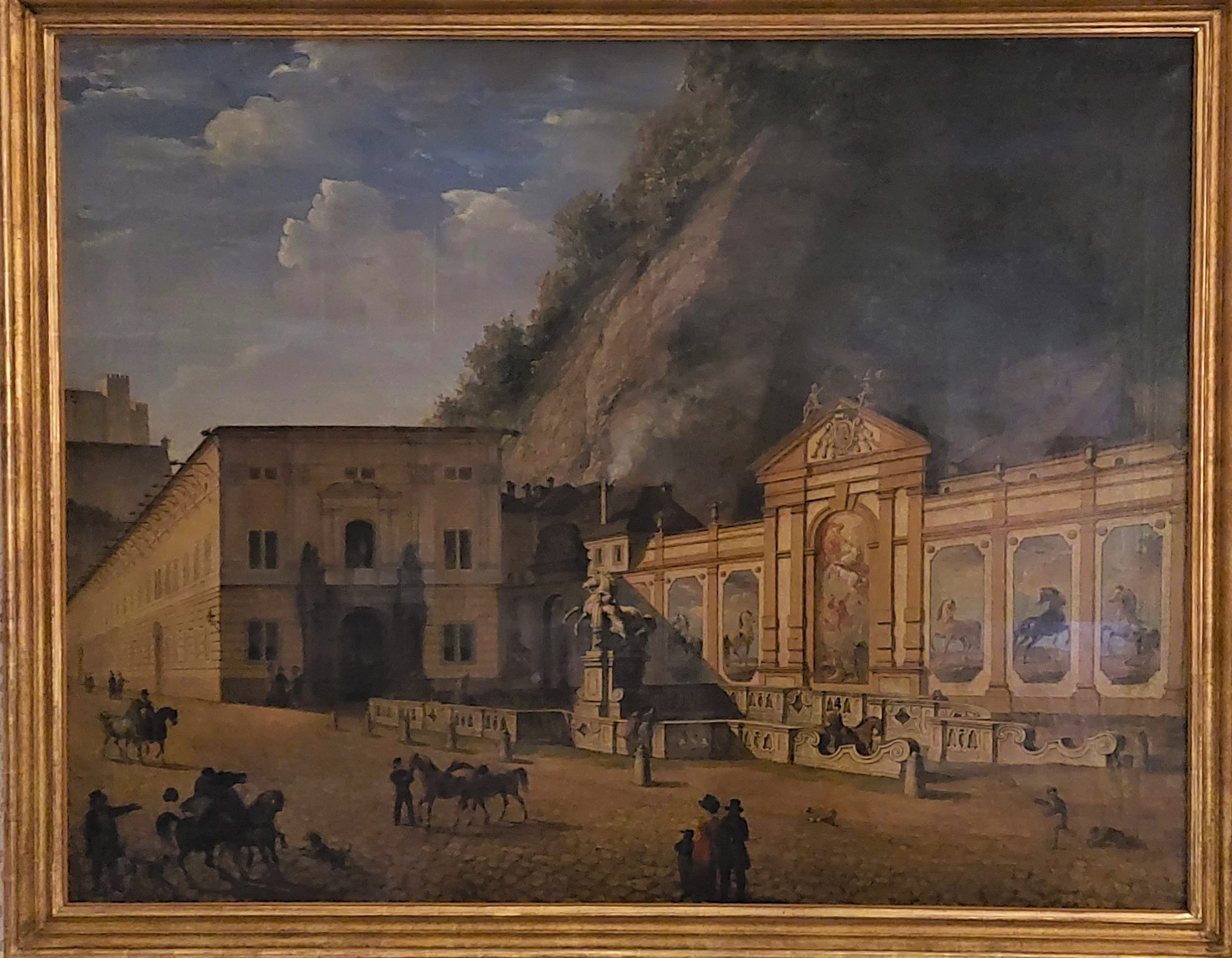
Pferdeschwemme in Salzburg im 18. Jahrhundert

Die Pferdeschwemme bzw. Marstallschwemme bzw. Hofmarstallschwemme steht am heutigen Herbert-von-Karajan-Platz in der linksseitigen Altstadt von Salzburg. Die Pferdeschwemme steht unter Denkmalschutz (Listeneintrag).

## Geschichte
Unter Fürsterzbischof Johann Ernst Thun-Hohenstein (1643–1709) wurde die Salzburger Residenz baulich und künstlerisch umgebaut und mit einem Alexanderzyklus versehen. Dafür spricht die Fest-Aufführung einer Oper mit dem Titel Alessandro in Pietra, die Heinrich Ignaz Franz Biber 1687 komponierte.
1695 entstand im Zug der Neugestaltung des Hofmarstalls durch Johann Bernhard Fischer von Erlach auch die Marstallschwemme mit der Skulptur des Rossebändigers. Hans Sedlmayr vermutete dahinter, obwohl es nicht als solches erkenntlich gemacht wurde, ein Modell Fischer von Erlachs. Bestärkt wurde er darin, dass die Gruppe an die kolossalen antiken Pferdegruppen in Rom anspielt, die durch Zeichnungen aus der Werkstatt Berninis überliefert sind. Die Skulpturengruppe ist zwar eindeutig mit B.M. Mandl MDCLXXXXV  bezeichnet, doch fehlt der Hinweis invenit, also wer die Figuren erfunden/entworfen hat. Bernhard Michael Mandl oder auch Mändl war der bevorzugte Bildhauer Fischers in Salzburg, wodurch sich der künstlerische Zusammenhang auch leicht ergibt.
Der Rossebändiger, der ein sich aufbäumendes fürsterzbischöfliches Pferd führt, stand ursprünglich in Richtung des Hofmarstalls. 1732 wurde die Pferdeschwemme unter Fürsterzbischof Graf Leopold Anton Firmian in ihre heutige Gestalt gebracht. Sein Wappen ziert den damals ausgetauschten Sockel der Pferdebändigergruppe, die nun zur Stadt schaut. Der Text am Sockel lautet:

„PULCHRITUDO ANTIQUA MIRABILI

NOVITATE RESTITUTA A CELSISSIMO,

AC REVERENDISSIMO DOMINO DOMINO

LEOPOLDO ANTONIO ELEUTHERIO

ARCHIEPISCOPO ET SAC(ri) ROM(ani)

IMP(erii) PRINCIPE SALISBURGENSI

SAC(rae) SEDIS APOSTOLICAE LEGATO

NATO GERMANIAE PRIMATE EX

ANTIQUISS(simis) LIBERIS BARONIBUS

DE FIRMIAN ETC. ETC.“

„Die einstige Schönheit ist in wunderbarer Neuheit wiederhergestellt worden vom hochherzigsten und ehrwürdigsten Herrn, Herrn Leopold Anton Eleutherius, Erzbischof und des Heiligen Römischen Reiches Fürst von Salzburg, Geborener Legat des Heiligen Apostolischen Stuhls, Primas von Deutschland, aus dem uralten Freiherrngeschlecht von Firmian etc. etc.“

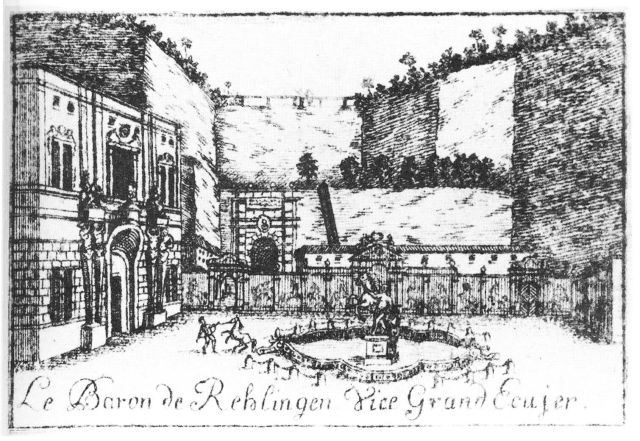
Pferdeschwemme um 1690

Die Pferdefresken in den Wandfeldern der Schauwand im Hintergrund schuf Franz Anton Ebner, diese wurden mehrfach übermalt, zuletzt 1960. 1860 wurden wegen des zunehmenden Verkehrs das linke Tor zum Neutor und zwei Wandfelder abgetragen.